# Pilotrichella ludoviciana
Pilotrichella ludoviciana là một loài Rêu trong họ Meteoriaceae. Loài này được (Müll. Hal.) A. Jaeger miêu tả khoa học đầu tiên năm 1878.